# Pavel I. Esterházy z Galanty
Pavel I. hrabě, později kníže Esterházy z Galanty (maďarsky Galánthai gróf Esterházy Pál, německy Paul I. Esterházy de Galantha; 8. září 1635 Eisenstadt, Burgenland – 26. března 1713 tamtéž) byl uherský šlechtic císařský polní maršál a první kníže magnátské rodiny Esterházy.

## Život

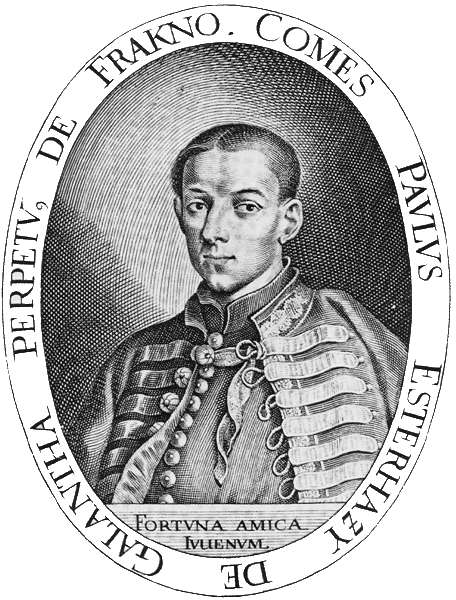
Pavel Esterházy v roce 1652, kdy se stal hlavou rodu

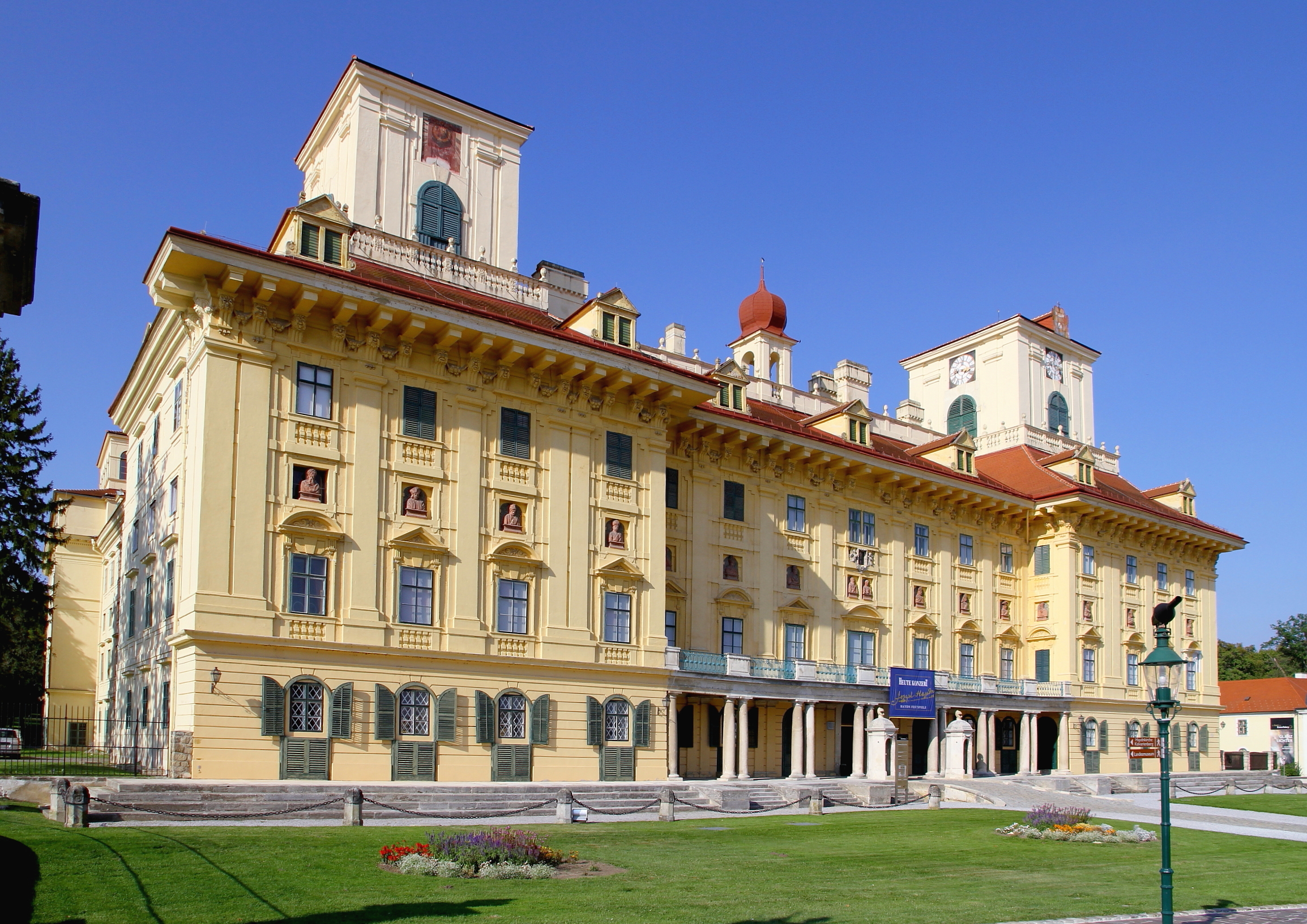
Zámek Esterházyů v Eisenstadtu

Rodokmen Esterházyů

Narodil se jako syn hraběte Mikuláše Esterházyho († 1645) a jeho manželky Kristýny Nyáryové z Bedeghu. Pavel ukončil studium u jezuitů v Trnavě a Štýrském Hradci a v roce 1652 zdědil velký rodinný majetek poté, co jeho starší bratr, hrabě Ladislav Esterházy, padl ve válce proti Turkům.
Svou vojenskou kariéru začal až v roce 1664, když se pod vedením Raimunda Montecuccoliho postavil Turkům v bitvě u Mogersdorfu.
V roce 1671 přijal asi 3000 židů, které císař Leopold I. vyhnal z Vídně. To vedlo k založení obcí v Hradsku souhrnně zvaných Siebengemeinden. Za své zásluhy byl Pavel v následujících letech jmenován polním maršálem a vrchním velitelem vojenské hranice v jižním Uhersku. Pavel zůstal věrný Habsburkům, a proto se nezúčastnil Wesselényiho spiknutí v 70. letech 17. století. Tato loajalita byla Habsburky odměněna v roce 1681, když byl jmenován palatinem. Přesto neminula válka s Turky rodinu Esterházyů beze stopy, protože během tažení Turků k Vídni, byla četná rodová území zpustošena a tamní obyvatelstvo částečně vyvražděno.
Pavel se podílel na znovudobytí Uherska, a proto jej císař v roce 1687 povýšil na knížete. Tento titul byl původně omezen jen "ad personam", to znamená pouze na jeho osobu. Od roku 1712 směl také nejstarší syn nosit knížecí titul. V roce 1703 znovu bojoval za habsburskou stranu v kuruckých válkách.
Po smrti v roce 1713 byl pohřben v rodinné hrobce ve františkánském klášteře v Eisenstadtu. Aby zabezpečil své jmění, založil po vzoru Habsburků fideikomis, a uspořádal své následnictví v poslední vůli tak, že zřídil dva majoráty pro své syny Michala a Josefa. Protože však oba synové brzy po svém otci zemřeli, byly oba majoráty po krátkém čase opět spojeny.
Pavel Esterházy byl podobně jako mnoho členů rodu hudebník, hrál na cembalo a komponoval hudbu. Jeho Harmonia Caelestis pro zpěv a orchestr byla v roce 1711 provedena ve Vídni.

## Rodina
Pavel se dvakrát oženil. Nejprve 7. února 1652 v Eisenstadtu se svou neteří Uršulou Esterházyovou z Galanty, dcerou svého bratra hraběte Štěpána (Istvána) a jeho manželky hraběnky Alžběty Thurzové z Betlenovců. Tento domluvený sňatek s dcerou nejstaršího bratra měl zabránit rozdělení majetku rodu. Narodilo se jim 19 dětí:
- 1. Mikuláš Antonín (Miklós Antal, 1655–1695)
- 2. Pavel (Pál, 1657–1664)
- 3. Kateřina (Katalin, 1659–1664)
- 4. Štěpán Josef ( István József, 1660–1669)
- 5. Ladislav Ignác (László Ignac, 1662–1689)
- 6. Kristina (Krisztina, 1663–1732)
- 7. Alexandr Dominik (Elek Domokos, 1664–1673)
- 8. František August (Ferenc Agoston, 1666–1673)
- 9. Ilona (1667–1681)
- 10. Jan Benedikt (János Benedek, 1668–1683)
- 11. Uršula (Orsolya, 1670 – po 1696)
- 12. Michal I. (Mihály I., 1671–1721), 2. kníže Esterházy de Galántha
- 13. Jiří Bernard (György Bernat, 1672–1672)
- 14. Gabriel (Gábor, 1673–1704)
- 15. Pavel (Pál, 1675–1683)
- 16. Anna Julie (Anna Julia, 1676–1700)
- 17. Imre (1677–1677)
- 18. Anna Terezie (Anna Terézia, 1679 – po 1692)
- 19. Adam (1680–1720)

Po smrti své první manželky se Pavel oženil s Evou Thökölyovou z Kežmarku, přestože stará uherská magnátská rodina Thökölyů slula jako odpůrci císaře, zatímco Esterházyové byli vždy věřní císaři. Eva byla dcerou Štěpána hraběte Thökölyho z Kežmarku a jeho manželky Marie Gyulaffy z Rátótu. Narodily se jim následující děti:
- 20. Štěpán (István, 1683–1683)
- 21. Marie Terezie Anna (Mária Terézia Anna, 1684–1755)
- 22. Kateřina Růžena (Katalin Roza, 1685–1686)
- 23. Františka Josefa (Franziska Jozefa, 1686–1688)
- 24. Josef I. Šimon Antonín (Joszef I. Simon Antal, 1688–1721), 3. kníže Esterházy de Galántha
- 25. Tomáš Ignác (Tamas Ignac, 1689–1689)
- 26. Zikmund Leopold (Zsigmond Lipot, 1692–1693)

## Tituly a oslovení
- 8. září 1635 – 11. září 1645: Jeho Jasnost princ Pavel Esterházy de Galántha
- 11. září 1645 – 16. srpna 1652: Jeho Jasnost dedičný hrabě Esterházy de Galántha
- 16. srpna 1652 – 8. prosince 1687: Jeho Jasnost hrabě Esterházy de Galántha
- 8. prosince 1687 – 26. března 1713: Jeho Jasnost kníže Esterházy de Galántha